# Système d'automatisation de l'exploitation des trains

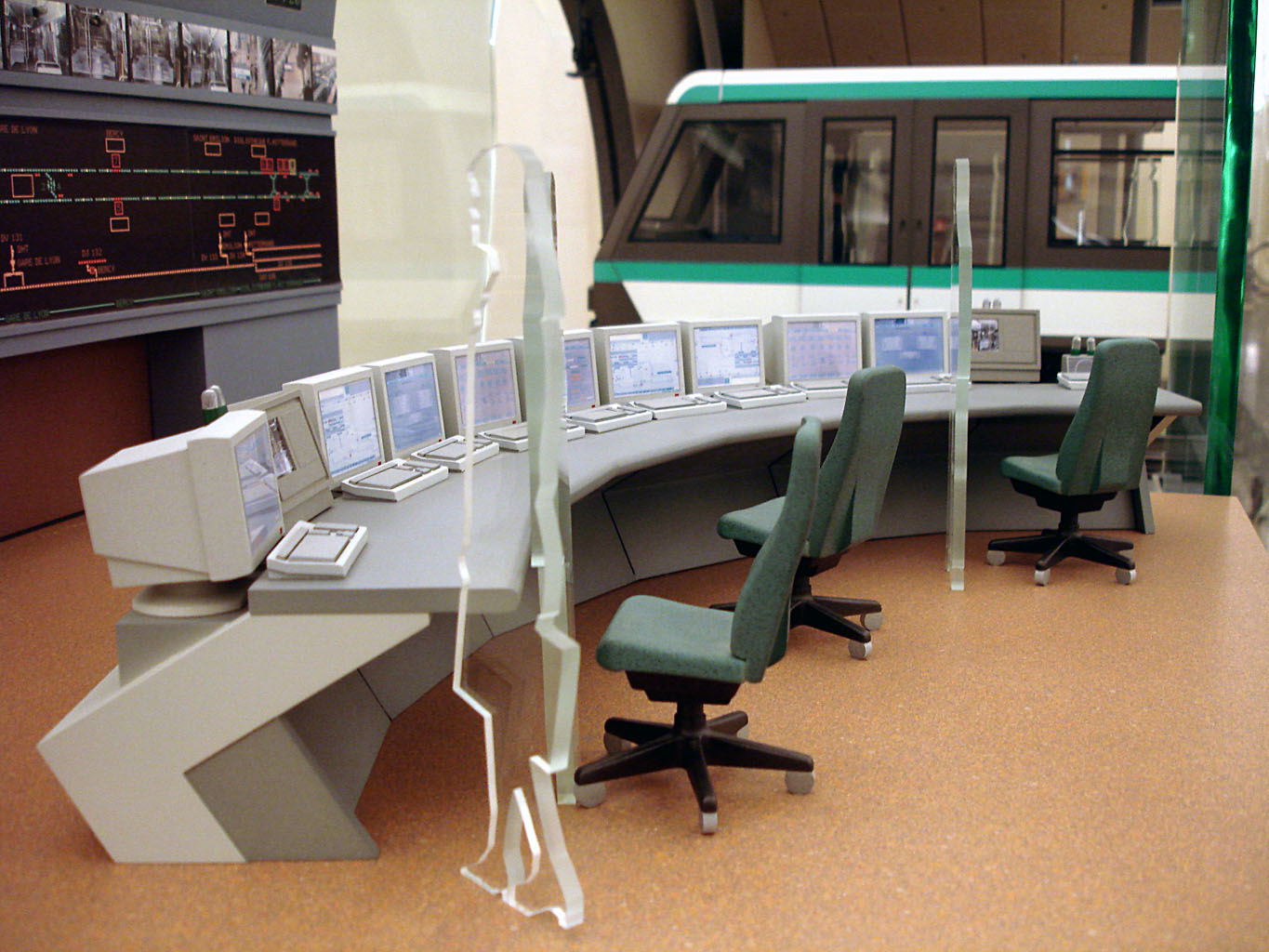
Modellino del posto di controllo della linea 14 del metrò parigino.

Il système d'automatisation de l'exploitation des trains (SAET - in italiano Sistema di automatizzazione del servizio dei treni) è il sistema integralmente automatico usato dalla RATP per lo svolgimento del servizio sulle linee 1 e 14 della metropolitana di Parigi.

## Storia
Il SAET è stato sviluppato a partire da metà degli anni 1990 nel quadro della realizzazione della linea 14 del metrò parigino, che prevedeva la creazione di una linea totalmente automatica.
L'appalto per la fornitura degli apparati finalizzati all'implementazione del sistema fu affidato dalla RATP a Matra Transport International (poi divenuta Siemens Transportation Systems). La RATP ha svolto i test di sicurezza ed ha vigilato sul rispetto delle norme nella realizzazione del SAET.
I test sono stati eseguiti sul tracciato della vecchia ferrovia della Petite Ceinture.
Al momento della realizzazione, il SAET era uno dei più grandi software di sicurezza mai impiegati in ambito ferroviario.
La RATP si prese l'incarico della manutenzione e dell'installazione del sistema.

## Funzionalità
Il SAET mantiene un intervallo minimo di 75 secondi tra un treno e un altro. Permette di adattare in tempo reale il tipo di servizio alla relativa domanda, e dunque di rispondere al meglio al variare dell'afflusso di passeggeri in linea.
Le due grandi particolarità del SAET, che lo distinguono dai sistemi come il cosiddetto VAL, sono la possibilità di gestire un traffico misto e la non polarizzazione dei convogli. Con traffico misto si intende la circolazione simultanea di treni con e senza conduttore, possibilità messa a frutto durante l'automatizzazione della linea 1, allorché i treni MP 89 CC e MP 05 circolano transitoriamente insieme. La non polarizzazione dei treni consente di invertire più facilmente il loro senso di marcia.
Il SAET permette di parcheggiare i treni in stazione al momento di fine servizio (la notte ad esempio) e di farli ripartire tutti alla medesima ora. In caso di problemi di qualsiasi natura sulla linea, è possibile regolare la velocità e la frequenza dei treni di conseguenza, oltre che impostare la conduzione manuale.

## Tecnica

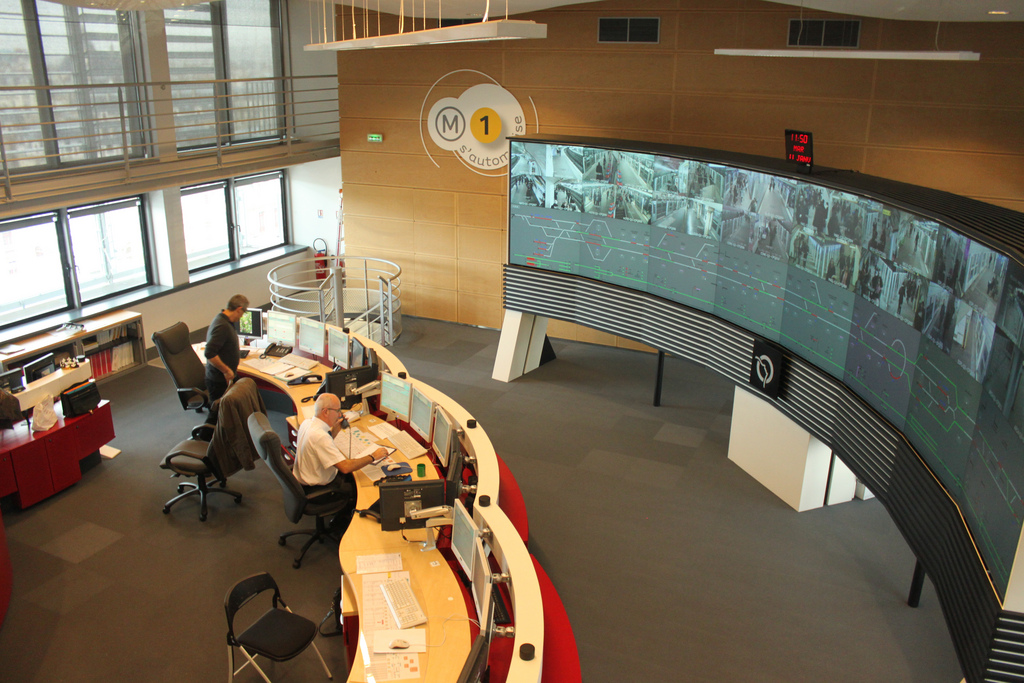
Il posto di comando della linea 1.

Il SAET si compone di sei grandi sotto-sistemi:
- controllo automatico con elementi fissi a terra e imbarcati;
- posti di controllo centralizzato (PCC) ;
- il segnalamento, garante della sicurezza della segnalazione;
- regolazione della distribuzione di corrente sulla linea;
- porte anticaduta sui bordi delle banchine, che si aprono solo in presenza dei treni;
- sistemi di controllo audiovisivo collegati col PCC.

Per il controllo automatico dei treni, il SAET fa uso di tecnologia digitale, la stessa usata sulla linea D del metrò di Lione: il processore principale, con codifica a 48 bit, è l'elemento centrale del sistema. Usa un sistema di calcolo delle probabilità, distinguendosi notevolmente dal sistema VAL, che si basa sulla sicurezza intrinseca. L'insieme dei calcolatori è ridondante e i circuiti di pilotaggio sono separati da quelli di informazione ai viaggiatori, permettendo in caso di necessità di contattare ed istruire i viaggiatori.

### Il controllo automatico
I differenti sotto-sistemi del SAET sono collegati da un software in fibra ottica con capacità di prestazioni fino a 10 megabit/s (1 gigabit/s per il SAET della linea 1). Vi sono connessi:
- l'attrezzatua del PCC della linea e del PAL (Pilotage Automatique Ligne - controllo automatico di linea) incaricato di gestire i comandi di sicurezza;
- le attrezzature decentrate in stazione (PAS - Pilotage Automatique Section, controllo automatico di sezione) che gestiscono la frequenza dei treni, la distanza tra essi e lo scambio di informazioni rotaia-treno. All'apertura della linea 14 nel 1998, vi erano cinque PAS fra Madeleine e Bibliothèque François Mitterrand. A ogni PAS corrisponde un dialogo suolo-treno, che si effettua tramite un cavo steso in mezzo alle rotaie.

Sulle rotaie, dei minitrasmettitori tele-alimentati, tramite un'antenna posta sui treni, permettono di calcolare la distanza percorsa dal singolo convoglio. I minitrasmettitori si moltiplicano nelle stazioni, per calcolare lo spazio d'arresto del treno il più precisamente possibile (e far sì che le porte coincidano con le barriere anticaduta) . Nel caso il treno non si arresti nel punto esatto, i passeggeri possono comunque accedervi aprendo le porte d'emergenza.
I PAS dialogano in continuazione con gli apparati PAE (Pilotage Automatique Embarqué - controllo automatico imbarcato) a bordo dei treni. Vi sono due unità PAE per treno, di cui una attiva e una di riserva. Il dialogo avviene per onde radio col cavo di trasmissione sulle rotaie. Si fa uso di tre frequenze, una a 4 800 bit/s per le comunicazioni dal treno, le altre due a 2 400 bit/s per quelle dal suolo.

### Divisione in sezioni di blocco
La divisione in sezioni di blocco concepita per il SAET sovrappone a una suddivisione classica a sezioni fisse (sul principio del circuito di binario), indicata da un opportuno segnalamento, un sistema a sezioni « virtuali ». I treni con macchinista possono occupare solo una sezione fissa per volta. Per i treni dotati di SAET, solo la sezione virtuale viene considerata occupata, mentre il resto della sezione fissa viene considerata libera, il che consente de facto di far circolare più treni su una medesima sezione.
Per riconoscere le sezioni virtuali, i treni inviano continuamente al SAET la loro posizione. Il SAET risponde al treno inviando le istruzioni da seguire durante la marcia. Ogni sezione virtuale inoltre si sovrappone ad un'altra, consentendo ai treni di rimanere sempre in contatto con il sistema di controllo. Quando il treno si trova su di un'intersezione, riceve due istruzioni differenti, scegliendo la più permissiva.
Ad ogni limite di sezione, se il SAET non riesce a comunicare con il treno (ad esempio se il treno ha il macchinista), tale treno viene considerato come soggetto alle sezioni classiche.

### Non polarizzazione dei treni
Ad ogni estremità del treno vi è un'antenna. I punti di parcheggio sono dotati di microtrasmettitori e sensori a raggi infrarossi. In base ai dati scambiati fra treno e sistema e alle rilevazione dei sensori ad infrarosso, il SAET può determinare automaticamente la polarizzazione del treno.